# Balans (hoorspel)
Balans is een hoorspel van Heinrich Böll. Bilanz werd op 27 februari 1958 door de Westdeutscher Rundfunk uitgezonden. Jan Starink vertaalde het en de KRO zond het uit op dinsdag 13 december 1960. De regisseur was Willem Tollenaar. Het hoorspel duurde 73 minuten.

## Rolbezetting
- Ida Wasserman (Clara)
- Joris Diels (Martin)
- Louis de Bree (Kramer)
- Frans Somers (Lorenz)
- Dick Scheffer (Albert)

## Inhoud
Een vrouw ligt op sterven en zegt tot haar man de schokkende zin: "Ik had zo graag op de wereld een mens helemaal gekend." Zo begint ze, de balans van haar leven op te maken. Haar man, een eerlijke jurist, heeft ze met diens knappere vriend bedrogen. Haar dochter, die op 17-jarige leeftijd was gestorven, was voor de moeder steeds een vreemde gebleven. En begrijpt ze haar zoon die vanuit de gevangenis naar het sterfbed wordt gebracht?